# Crnče (Bela Palanka)
Pour les articles homonymes, voir Crnče.
Crnče (en serbe cyrillique : Срнче) est un village de Serbie situé dans la municipalité de Bela Palanka, district de Pirot. Au recensement de 2011, il comptait 37 habitants.

## Démographie
| 1948 | 1953 | 1961 | 1971 | 1981 | 1991 | 2002 | 2011 |
| ---- | ---- | ---- | ---- | ---- | ---- | ---- | ---- |
| 489  | 467  | 432  | 351  | 223  | 114  | 64   | 37   |

|  |